# نظرية الانحطاط

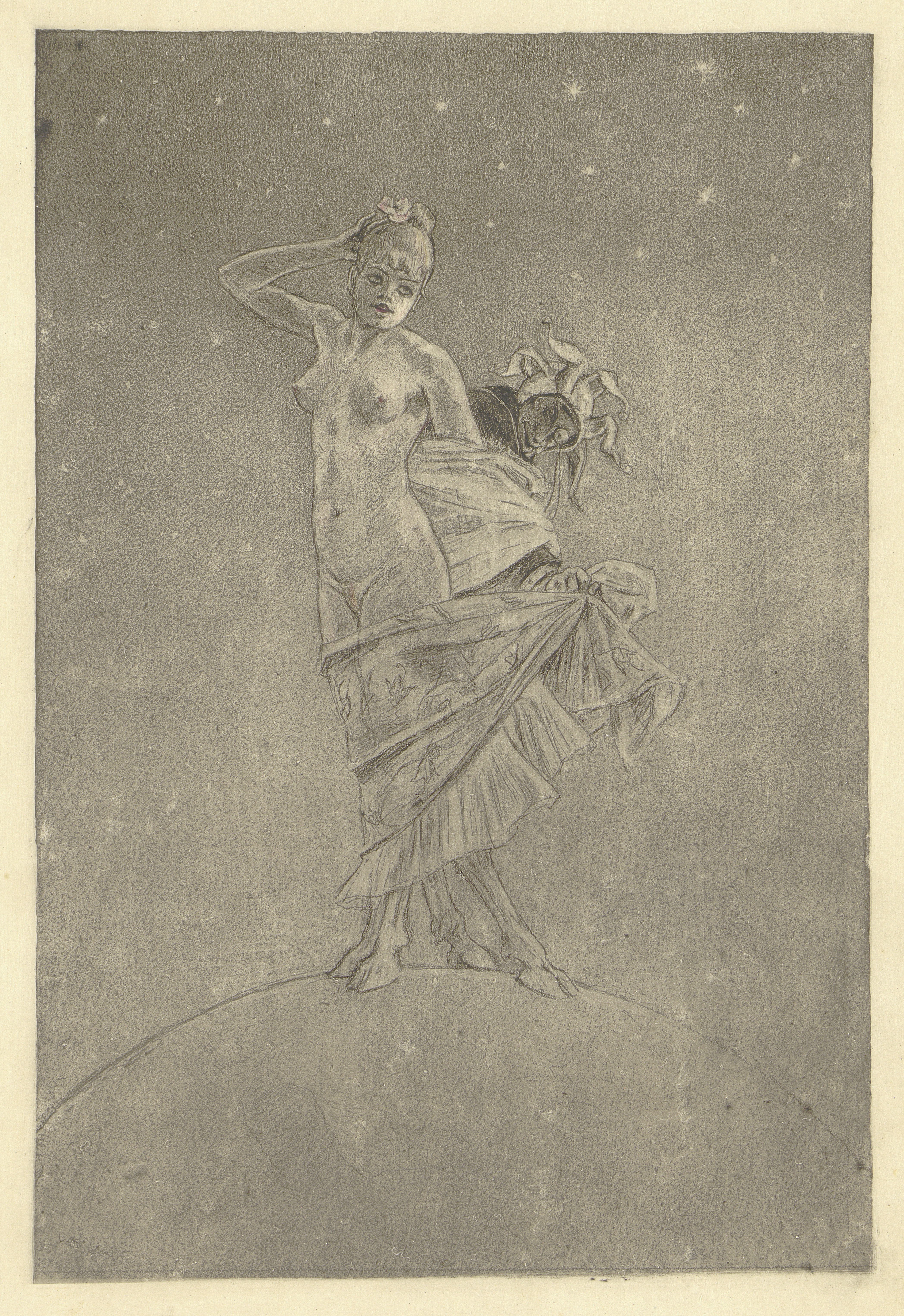
فيليسيان روبس - الدعارة والجنون يسيطران على العالم

كان الانحطاط الاجتماعي مفهومًا مؤثّرًا على نطاق واسع عند نقطة الالتقاء بين العلوم الاجتماعية والبيولوجية في القرن التاسع عشر. خشي الانحطاطيون أن تكون الحضارة في حالة تراجع وأن أسباب التراجع تكمن في التغيّر البيولوجي. هذه الأفكار مستمدة من المفاهيم ما قبل العلمية للوراثة («العيب الوراثي») مع التركيز الوراثة اللاماركية على التطوّر البيولوجي من خلال الغاية والعادة. وكثيرًا ما ارتبطت مفاهيم الانحطاط بالمواقف السياسية الاستبدادية، بما في ذلك العسكرة والعنصرية العلمية، وكذلك الأمر مع المخاوف من التراجع القومي. نشأت النظرية في المفاهيم العرقية للأصل العرقي، المسجّلة في كتابات علماء الطب مثل يوهان بلومنباخ وروبرت نوكس. منذ خمسينيات القرن التاسع عشر، أصبحت النظرية مؤثّرة في الطب النفسي من خلال كتابات بنديكت موريل، وفي علم الإجرام من خلال سيزار لومبروسو. بحلول التسعينيات من القرن التاسع عشر، في أعمال ماكس نورداو وغيره، أصبح الانحطاط مفهومًا عامًا في النقد الاجتماعي. كما أنه رفد أيديولوجية القومية الإثنية، وجذب، من بين آخرين، موريس باريز وشارل موراس والحركة الفرنسية. أشار أليكسيس كاريل الفرنسي الحاصل على جائزة نوبل في الطب، إلى أن الانحطاط القومي يشكل مبررًا لبرنامج تحسين النسل في فرنسا الفيشية.
جرى تعريف معنى الانحطاط تعريفًا ضعيفًا، ولكن يمكن وصفه بأنه تغيّر الكائن الحي من شكل أكثر تعقيدًا إلى شكل أبسط وأقل تمايزًا، ويرتبط بمفاهيم الانحدار البيولوجي للقرن التاسع عشر. في الاستخدام العلمي، كان المصطلح مخصّصًا للتغييرات التي تحدث على مستوى النسيج -أي في أنسجة الجسم. على الرغم من رفض تشارلز داروين، إلا أن تطبيق النظرية على العلوم الاجتماعية كان مدعومًا من قبل بعض علماء الأحياء التطوريين، وأبرزهم إرنست هيكل وراي لانكستر. مع مُضي القرن التاسع عشر، كان التركيز المتزايد على الانحطاط يعكس التشاؤم القلق إزاء مرونة الحضارة الأوروبية وانحدارها وانهيارها الوشيك.

## التاريخ
نشأ مفهوم الانحطاط خلال عصر التنوير الأوروبي والثورة الصناعية -فترة من التغيير الاجتماعي العميق والشعور المتحوّل بالهوية الشخصية. وشملت العديد من التأثيرات.
يتعلّق التأثير الأول بالاضطرابات الديموغرافية المتطرفة، بما في ذلك التحضّر، في السنوات الأولى من القرن التاسع عشر. سُجلت التجربة المزعجة للتغيّر الاجتماعي والحشود الحضرية، غير المعروفة إلى حدّ كبير في القرن الثامن عشر الزراعي، في صحافة ويليام كوبيت، وروايات تشارلز ديكنز وفي لوحات جوزيف مالورد ويليام تيرنر. كما بحث الكُتاب الأوائل في علم النفس الاجتماعي، بما في ذلك غوستاف لوبون وجورج زيمل، هذه التغييرات. وُصف التأثير النفسي للتصنيع وصفًا شاملًا في مختارات همفري جينينغز الرائعة التي تحمل عنوان «فوضى 1660- 1886». عبّر الإصلاحيون الفيكتوريون، بمن فيهم إدوين تشادويك وهنري مايهيو وتشارلز بوث، عن مخاوف واقعية بشأن تدهور الصحّة العامة في الحياة الحضرية للطبقة العاملة البريطانية (الضيق الحضري)، مقدمين حجةً لتحسين الإسكان والصرف الصحي، والوصول إلى الحدائق والمرافق الترفيهية، وتحسين النظام الغذائي وتقليل تناول الكحول. ناقش الطبيب الأسكتلندي السير جيمس كانتلي في محاضرته المؤثّرة التي ألقاها عام 1885 والتي كانت بعنوان «الانحطاط بين سكان لندن» هذه المساهمات من منظور الصحة العامة. أدّت التجربة الجديدة المتمثّلة في الاتصال اليومي بالطبقات العاملة في المناطق الحضرية إلى نوع من الانبهار المُفزع من طاقاتها الإنجابية المتصوّرة التي بدت أنها تهدّد ثقافة الطبقة الوسطى.
ثانيًا، لعبت البيولوجيا التطورية البدائية والتكهّنات التحوّليّة لجان باتيست لامارك وغيره من المؤرخين الطبيعيين -جنبًا إلى جنب مع نظرية الانقراضات التي كتبها البارون فون كوفييه- دورًا مهمًّا في توليد الإحساس بالجوانب غير المستقرة للعالم الطبيعي. قُوبلت النظريات متعددة الجينات لتعدّد الأصول البشرية، والتي دعمها روبرت نوكس في كتابه «أجناس الرجال» (1850)، برفض تشارلز داروين، والذي اعتقد بالعموم، على خطى جيمس كولز بريتشارد، بأصل أفريقي واحد لكامل الجنس البشري.
ثالثًا، أدّى تطوّر التجارة العالمية والاستعمار، التجربة الأوروبية الأولى للعولمة، إلى الوعي بوجود اختلافات في التعبير الثقافي ومواطنِ ضعف في الحضارة الغربية.
أخيرًا، أثار تزايد البحوث التاريخية في القرن الثامن عشر، الذي يتجلّى في كتاب إدوارد جيبون «تاريخ ضعف وسقوط الإمبراطورية الرومانية» (1776-1789)، اهتمامًا متجدّدًا في سرد التدهور التاريخي. كان لهذا صدىً مزعج إزاء صعوبات الحياة السياسية الفرنسية ما بعد الثورة في القرن التاسع عشر.
لاقت نظرية الانحطاط شرحًا مفصّلًا في عمل بينديكت موريل «عن انحطاط الأنواع البشرية» (1857)، وهو عمل معقد يضمّ تعقيبات سريرية لمصح عقلي في نورماندي (سانت يون في مدينة روان) والذي، في المخيّلة الشعبية على الأقل، تضافر مع عمل آرثر دو غوبينو «مقال عن عدم المساواة بين الأجناس البشرية» (1855). يُعدّ مفهوم موريل للتدهور العقلي -الذي اعتقد فيه أن السُكر والإدمان في جيل ما من الأسرة سيؤدّي إلى ظهور الهستيريا والصرع والانحرافات الجنسية والجنون وإعاقات التعلم والعقم في الأجيال اللاحقة- مثالًا على التفكير البيولوجي اللاماركي، وتعيد نقاشات موريل الطبية للأذهان الدراسات السريرية (السفلوغرافيا) لالتهاب الزهري (السفلس). تبنّى فيليب بوشيه، صديق موريل، نظريات موريل النفسية ودافع عنها، وأصبحت من خلال نفوذه السياسي عقيدة رسمية في الطب القانوني والإداري الفرنسي.
ترعرع آرثر دي غوبينو في عائلة فقيرة (مع أمٍّ مستبدة وزانية) ادّعت أنها من أصلٍ أرستقراطي. كان مؤلفًا فاشلًا للرومانسيات التاريخية، وكانت الشائعات المنتشرة على نطاق واسع تشير إلى أن زوجته مختلطة العرق (من شعوب الكريول) من جزر المارتينيك. ومع ذلك، جادل دو غوبينو بأن العوامل الإثنية كانت تحدد مسار التاريخ والحضارة إلى حدّ كبير، وأن الزواج بين الأعراق («تمازج الأجناس») أدى إلى فوضى اجتماعية. حظي دو غوبينو بحياة مهنية ناجحة في السلك الدبلوماسي الفرنسي، حيث عاش لفترات طويلة في إيران والبرازيل، وقضى سنواته الأخيرة في السفر في أرجاء أوروبا، مُعربًا عن أسفه لسوء معاملة زوجته وبناته له. تُوفي إثر إصابته بنوبة قلبية في عام 1882 بينما كان يستقلّ القطار في تورينو. لاقت أعماله ترحيبًا كبيرًا في الترجمة الألمانية -ليس أقلها من الملحن ريتشارد فاغنر- واستفاض الطبيب النفسي الألماني الرائد إميل كريبيلن لاحقًا بالكتابة حول المخاطر التي يسبّبها الانحطاط للشعب الألماني. مارست كتابات دو غوبينو تأثيرًا كبيرًا على المفكرين الذين سبقوا الرايخ الثالث (ألمانيا النازية) -على الرغم من خلوها من التحيّز المعادي للسامية بنحوٍ مثير للفضول. هناك العديد من العوامل التاريخية المختلفة التي ألهمت تشيزاري لومبروسو الإيطالي في عمله حول الأنثروبولوجيا الإجرامية وفكرة التقهقر التأسّليّ، والتي تكوّنت على الأرجح بفعل تجاربه كطبيب شاب في الجيش في كالابريا خلال فترة توحيد إيطاليا (risorgimento).
في إنجلترا، نال الانحطاط صياغةً علمية من راي لانكستر الذي كانت مناقشاته المفصّلة حول بيولوجيا التطفل مؤثرة على نحوٍ واسع؛ وتسبّب سوء الحالة البدنية للعديد من المجندين في حرب جنوب إفريقيا الثانية (1899-1902) في حالة من القلق في دوائر الحكومة البريطانية. جادل الطبيب النفسي هنري مودسلي في البداية بأن سلالات الأسرة المنحطة سوف تموت مع وجود عواقب اجتماعية قليلة، ولكنه أصبح فيما بعد أكثر تشاؤمًا حول آثار الانحطاط على عامة السكان؛ كما حذّر مودسلي من استخدام مصطلح «الانحطاط» استخدمًا غامضًا وعشوائيًا. وجدت المخاوف البريطانية حول مخاطر الانحطاط تعبيرًا تشريعيًا في قانون العجز العقلي لعام 1913 والذي نال دعمًا كبيرًا من وينستون تشرتشل، الذي كان عضوًا بارزًا في الحكومة الليبرالية آنذاك.
في فترة نهاية القرن التاسع عشر، حقّق ماكس نورداو نجاحًا غير متوقع من خلال عمله الأكثر مبيعًا بعنوان «الانحطاط» (1892). التقى سيغموند فرويد بنورداو في عام 1885 أثناء دراسته في باريس ولم يكن منبهرًا به، كما كان معاديًا لمفهوم الانحطاط. لم يعد الانحطاط يلقى الرواج والتأييد الشعبي مع بداية الحرب العالمية الأولى، على الرغم من استمرار ظهور بعض الاستغراقات الفكرية في كتابات علماء تحسين النسل والداروينيين الاجتماعيين (على سبيل المثال، ر. أوستن فريمان؛ أنتوني لودوفيتشي؛ رولف غاردنر؛ وانظر أيضًا إلى عمل دينيس ويتلي «رسالة إلى الأجيال القادمة»). صوّر عمل أوزوالد شبنغلر «تدهور الغرب» (1919) شيئًا من الروح الانحطاطية في أعقاب الحرب.